# الوین جعفرقلی‌اف
الوین جعفرقلی‌اف (ترکی آذربایجانی: Elvin Eldar oğlu Cəfərquliyev؛ زادهٔ ۲۶ اکتبر ۲۰۰۰) بازیکن فوتبال است.
وی همچنین در تیم‌های ملی فوتبال زیر ۱۹ سال جمهوری آذربایجان، زیر ۲۱ سال جمهوری آذربایجان، و جمهوری آذربایجان بازی کرده‌است.